# Cuir chevelu

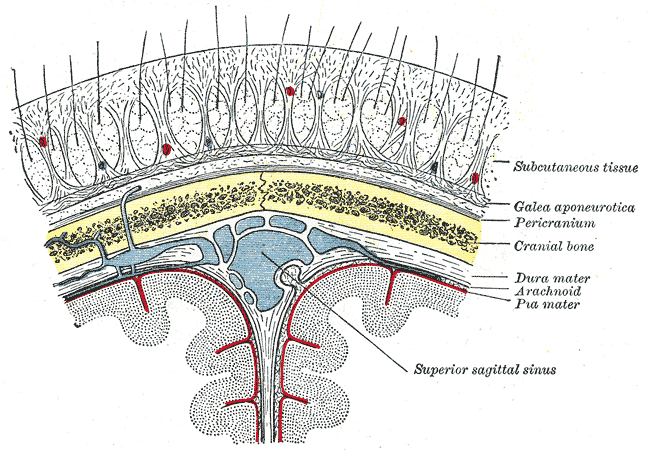
Coupe du cuir chevelu

Le cuir chevelu désigne la partie de la peau du crâne qui développe une pilosité de type chevelure.

## Pathologies
- Calvitie
- Cancer de la peau : cette partie du corps fait partie de celles qui parce que très exposées au soleil, sont plus souvent touchées par le carcinome épidermoïde, l’une des formes plus fréquentes de cancer de la peau chez les personnes à peau blanche[1].
- Nævus

#### Ouvrages anciens
- R. Sabouraud, Maladies du cuir chevelu, Masson et Cie, Paris, 1902-1928, 5 vol. ; vol. 1 : Les maladies séborrhéiques : Séborrhée, acnés, calvitie ; vol. 2 : Les maladies desquamatives : Pityriasis et alopécies pelliculaires ; vol. 3 : Les maladies cryptogamiques : Les teignes ; vol. 4 : Les maladies suppuratives et exsudatives : Pyodermites et eczémas ; vol. 5 : Les syndromes alopéciques : Pelades et alopécies en aires

#### Ouvrages contemporains
- Philippe Assouly et Pascal Reygagne, Pathologies du cheveu et du cuir chevelu : démarche diagnostique en médecine générale, Éd. scientifiques L & C, Paris, 2012, 2 vol.  (ISBN 978-2-35447-212-2) (vol. 1) et  (ISBN 978-2-35447-213-9) (vol. 2)
- (en) Amy J. McMichael et Maria K. Hordinsky (dir.), Hair and scalp diseases : medical, surgical, and cosmetic treatments, Informa Healthcare, New York, London, 2008, 319 p.  (ISBN 9781574448221)
- (en) J. Powell, N. Stone et R.P.R. Dawber, An atlas of hair and scalp diseases. An illustrated textbook and reference for clinicians, Parthenon Publishing Group, Pearl River, NY., 2002, 93 p.  (ISBN 1842140132)